# Hiroyuki Komoto
Hiroyuki Komoto (født 4. september 1985) er en japansk fodboldspiller, som spiller for den japanske fodboldklub Omiya Ardija.